# Шевченко Анатолій Михайлович (професор)
Анато́лій Миха́йлович Шевче́нко (14 січня 1939, с. Імені Л. М. Кагановича Луганської області) — український аграрій та селекціонер зернобобових культур.

## Біографія
Народився 1938 року на Луганщині, в селі імені Лазаря Кагановича.
1961 року закінчив Луганський сільськогосподарський інститут. Через 14 років, 1975 року захистив кандидатську дисертацію «Вихідний матеріал для селекції гороху та його використання в умовах Ворошиловградської області» в Українському науково-дослідному інституті рослинництва, селекції та генетики імені Василя Юр'єва. Через 7 років (1982) у тому самому інституті отримав ступінь доктора сільськогосподарських наук за цикл праць «Виведення стійких до осипання сортів — новий етап у селекції гороху» (у формі доповіді, без підготовки дисертації).
1990 року обраний академіком УААН. Працював директором у Луганському інституті агропромислового виробництва, Луганському сільськогосподарському інституті, Інституту рослинництва ім. В. Я. Юр'єва (Харків). Із 2009 до весни 2014 р. року — професор та завідувач кафедри садово-паркового господарства та екології Луганського національного університету.
З червня до листопада 2014 р. — завідувач однойменної кафедри у захопленому сепаратистами університеті. 
Після оголошення намірів керівництва Луганського університету позбавити тих, хто перейшов на бік сепаратистів, наукових звань, звільнився з завідування кафедрою, залишивши на своїй посаді свого учня — Олександра Стройного. Живе в Луганську.
Іноземний член Російської академії наук.

## Селекційна робота
За участю А. М. Шевченка впроваджено селекцію гороху на основі стійкості до висипання насіння, до стовбуріння та вилягання рослин. За цією методикою виведено стійкі до висипання насіння сорти гороху: Неосипаючий 1, «Труженик», Надійний та інші. Створено високоврожайні сорти інших зернобобових культур: нуту (Луганець, Колорит, Смачний та ін.), сочевиці (Луганчанка), вики (Ворошиловградська), а також озимої пшениці та озимого тритикале. На ці та інші сорти оформлено 15 авторських свідоцтв. За результатами цих досліджень опублікував понад 200 наукових праць. Одна з найцитованіших праць — «Рекомендации по возделыванию гороха в колхозах и совхозах Ворошиловградской области» (1979), чим, власне, і прославився (див. вище).

## Педагогічна діяльність
Під керівництвом А. М. Шевченка захищено 5 кандидатських дисертацій (В. М. Гелюх, О. І. Денисенко, Т. С. Кірпічьова, В. Ю. Скитський, О. П. Трунов).
Із 2007 року став головою ДЕК за спеціальностями «Екологія і охорона навколишнього середовища» та «Садово-паркове господарство» в Луганському національному університеті, а з вересня 2009 року перейшов на роботу до цього університету, де викладав курси «Селекція», «Овочівництво», «Насінництво» та «Генетика» і керував магістерськими працями за напрямком «лісове та садовопаркове господарства». При захопленні університету сепаратистами залишився викладати; проте після оголошення про плани позбавлення наукових звань тих, хто співпрацює з окупантами, звільнився з листопада 2014 року. Залишився в Луганську. З 2015 р. знову рахується у складі ЛНУ, як професор і як керівник наукової теми.